# USS Canberra (CA-70)
O USS Canberra foi um cruzador operado pela Marinha dos Estados Unidos. Sua construção começou em setembro de 1941 nos estaleiros da Bethlehem Shipbuilding em Quincy e foi lançado ao mar em abril de 1943, sendo comissionado na frota norte-americana em outubro do mesmo ano. Ele foi inicialmente construído como o terceiro cruzador pesado da Classe Baltimore e armado com uma variedade de canhões, mas posteriormente foi convertido no segundo e último cruzador de mísseis guiados da Classe Boston equipado com os novos lançadores de mísseis RIM-2 Terrier.
O Canberra entrou em serviço no meio da Segunda Guerra Mundial e atuou na escolta de porta-aviões e em ações de bombardeio litorâneo na Guerra do Pacífico, desempenhando estas funções em operações durante as Campanhas das Ilhas Gilbert e Marshall, Ilhas Marianas e Palau, Nova Guiné e Filipinas. Nesta última, em outubro de 1944, enquanto participava de uma incursão, foi seriamente danificado depois de ser torpedeado por uma aeronave japonesa. Seus reparos acabaram apenas depois do fim da guerra e o navio foi descomissionado em março de 1947.
A partir de 1952 o Canberra foi reconstruído como um cruzador de mísseis guiados, sendo recomissionado em junho de 1956. Ele passou os anos seguintes ocupando-se principalmente de treinamentos e exercícios de rotina. Realizou uma viagem diplomática ao redor do mundo em 1960, enquanto em outubro de 1962 participou do bloqueio naval imposto durante a crise dos mísseis de Cuba. Foi depois transferido para o Oceano Pacífico e fez várias viagens de serviço para a Guerra do Vietnã de 1965 a 1969. Foi descomissionado em fevereiro de 1970 e desmontado em 1980.